# Paraphrase
Ne doit pas être confondu avec Périphrase ou Épiphrase.
Pour les articles homonymes, voir paraphrase (homonymie).
La paraphrase, du grec παράφρασις : développement, de para (à côté) et frasein (parler, dire) est une figure de style qui consiste à développer un thème majeur, un argument essentiel, une information générale, en déclinant toutes les qualités d'une réalité que l'on veut évoquer, en la décrivant aussi exhaustivement que possible.
La paraphrase s'attache à rendre le sens par des équivalents pour mieux le faire comprendre et est très utilisée en littérature. Les philologues la distinguent de la glose qui explique le mot et du commentaire qui réunit autour d'une difficulté les faits et renseignements de toute origine propres à l'éclaircir. C'est surtout pour l'Écriture sainte, et plus particulièrement pour les psaumes, qu'on a usé de la paraphrase. Pratiquée systématiquement dans ce cadre religieux, la paraphrase devient alors un genre littéraire.

## Exemples
Un grand nombre de poètes français ont composé des Paraphrases de psaumes. Malherbe notamment en a produit de nombreux comme celle par exemple du psaume CXLV commençant par ces vers :
N'espérons plus, mon âme, aux promesses du monde ;
Sa lumière est un verre, et sa faveur une onde…
Plusieurs odes de Rousseau et de Lefranc de Pompignan sont des Paraphrases. L'ode fameuse de Gilbert :
j'ai révélé mon cœur au Dieu de l'innocence…
est une paraphrase de passages empruntés à divers psaumes.
La traduction de l'Imitation de Jésus-Christ par Corneille n'en est que la paraphrase. On cite comme un précieux monument de littérature anglophone la paraphrase poétique de la Genèse, de Cædmon. Parmi les paraphrases en prose, celles d'Érasme sur le Nouveau Testament, et celles de Massillon sur les Psaumes méritent un souvenir littéraire.On appelle aussi paraphrases certaines versions de la Bible, comme le Targum.

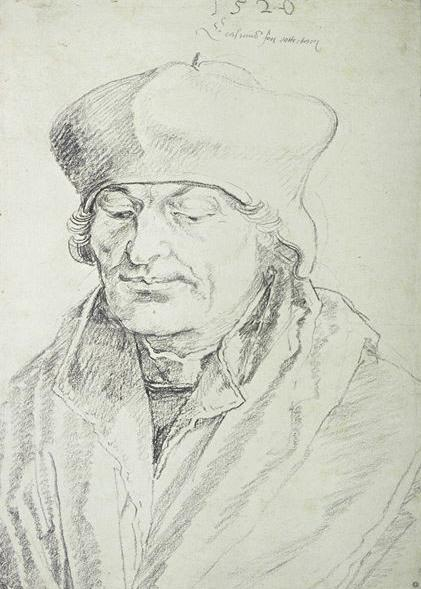
Dürer, Portrait d'Érasme, 1520

Certaines œuvres entières sont dites des paraphrases, et alors les synonymes sont: la reprise, la parodie et le pastiche en fonction du ton adopté. Par exemple, L'Opéra de quat'sous de Kurt Weil est une paraphrase d'un opéra du XVIIe siècle, une reprise quasi intégrale.

## Définition

### Définition linguistique
Étymologiquement, la paraphrase est une « explication suivant le texte » : paraphraser (verbe dérivé du mot paraphrase ; on dit aussi faire des paraphrases), c'est donc reprendre les éléments d'un texte, dans l'ordre d'origine mais en les formulant différemment, afin d'éclairer, d'expliciter, ou pour développer certains points, comme l'exprime Pierre Corneille : « J'avais des Phyllis à la tête ; J'épiais les occasions ; J'épiloguais mes passions ; Je paraphrasais un visage »
Au cours de l'Histoire, la paraphrase est venue au contraire à définir un développement volontairement obscur d'idées originelles.
La paraphrase est une figure d'amplification qui concerne la phrase dans son extension : elle vise l'exhaustivité des qualités d'une idée ou d'un argument. Peu à peu, le terme définit en littérature la copie quasi intégrale d'œuvres antérieures. Elle met en jeu un nombre important de moyens linguistiques comme la ponctuation, des groupes propositionnels, des adjectifs, des appositions, etc., pour développer l'idée principale. Elle peut aussi reposer, dans le cas des descriptions notamment, sur des progressions thématiques.
Attention de ne pas confondre les paronymes : périphrase et paraphrase, figures tout à fait différentes même si leur mode opératoire reste l'accumulation d'éléments pour viser l'exhaustivité.
Enfin, il faut distinguer le mécanisme figural de la paraphrase étudié ici et la paraphrase dans sa définition en grammaire transformationnelle qui est une relation entre deux phrases fondée sur une nature de reformulation. Le passif notamment est une paraphrase de l'actif ; la nominalisation est un cas avéré de paraphrase en grammaire : « La voiture a dérapé » est paraphrasé par « Le dérapage de la voiture ».

### Définition stylistique
Depuis quelques siècles la paraphrase est perçue comme une maladresse de style, donner le même mot de nature différente sans pour autant expliquer; acception vulgarisée par l'enseignement des Lettres et du Français au collège et lycée lorsque le professeur reproche à l'élève d'avoir paraphrasé au lieu d'expliquer le texte donné.
La frontière est floue entre la paraphrase comme figure esthétique et la paraphrase comme dégradation de l'identité d'une œuvre antérieure, qui s'apparente alors au plagiat ou au détournement. La figure devient dès lors macrostructurale (au niveau des œuvres entières et non des phrases). Gérard Genette a notamment contribué à étudier les mécanismes de la paraphrase au sein de l'histoire littéraire, dans les phénomènes de reprises ou de forgerie.

## Genres concernés

### En littérature
La paraphrase est une figure employée dans tous les genres littéraires et tous les types de textes.
Au théâtre, le personnage de Cyrano de Bergerac d'Edmond Rostand compose la plus célèbre paraphrase dramatique dans sa tirade du nez.

### En poésie
La poésie moderne fonde en grande partie sa vision esthétique sur la reprise de thèmes antérieurs, développés à la lumière des libertés contemporaines. Le surréalisme notamment fait de la parodie et de la paraphrase des figures fondamentales de déconstruction du langage. Raymond Queneau le premier dans son ouvrage Exercices de style tourne de 99 manières différentes une seule et même histoire. Il développe là près de cent paraphrases différentes.

### En musique

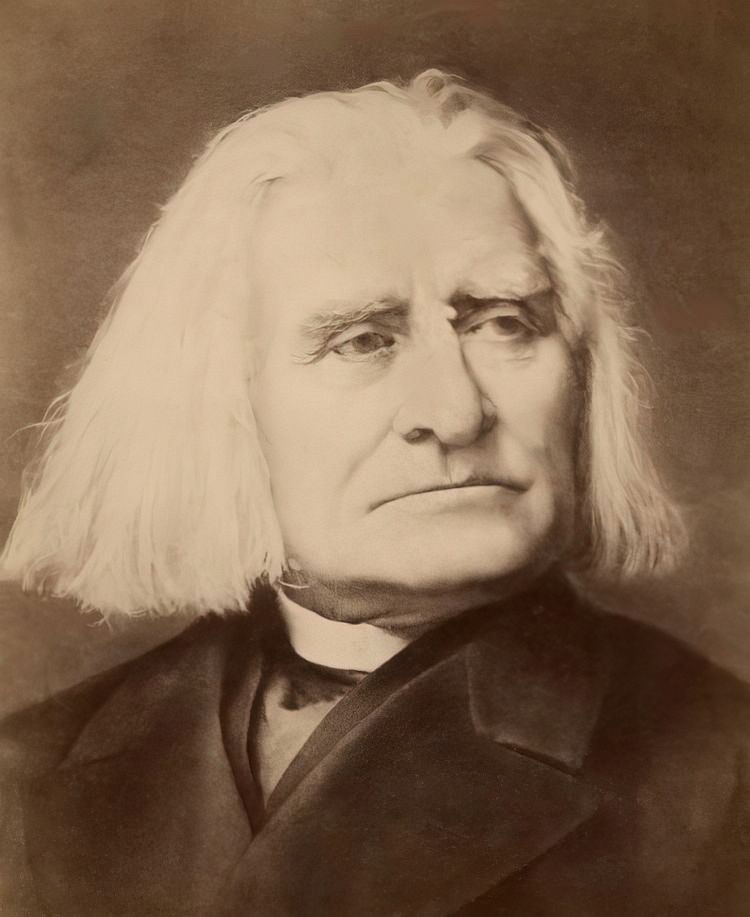
Franz Liszt

En musique, le mot paraphrase désigne le développement dans de larges proportions d'un thème musical mais élaboré antérieurement par un compositeur. Franz Liszt, par exemple, a composé de grandes paraphrases au piano comme la Paraphrase de concert sur l'Ouverture de Tannhäuser ; ce qu'il nomme des transcriptions. Les variations musicales comme celle de Bach sont également des sortes de paraphrases, parfois emprunté à un autre compositeur. On retrouve ce sens de la paraphrase comme reprise d'un auteur à l'autre d'un même thème développé dans le domaine littéraire.
La paraphrase se caractérise toutefois par sa fonction de vulgarisation. En ce sens, comme la paraphrase littéraire, la paraphrase musicale constitue une forme de substitution au profit d'un destinataire autre que l'original.
Au Moyen Âge et à la Renaissance, ce procédé était principalement appliqué à la musique liturgique, car il était basé sur des mélodies codifiées.
Ne doit pas être confondu avec messe parodie.
Dans le domaine de la musique sacrée, ce terme est utilisé pour désigner la réécriture de psaumes et d'autres passages de la Bible. Au XVe et XVIe siècles, les œuvres polyphoniques (messes et motets) étaient souvent appelées paraphrase et exploitaient un thème connu servant de cantus firmus. On citera les nombreuses messes L'Homme armé, les messes de Josquin (Pange lingua…) et les messes-paraphrases de Palestrina (Messe du pape Marcel…). Les cantiques de cette période sont souvent des paraphrases de textes bibliques ou de l'ancien testament. C'est le cas par exemple de Muss nicht der Mensch de Nicolaus Bruhns, qui est une paraphrase de Job 7,1 LUT. Ces réécritures peuvent à leur tour devenir la base de nouvelles paraphrases, par exemple les récitatifs et les arias de Jean-Sébastien Bach, eux-mêmes basés sur des chants de Martin Luther. La cantate Aus tiefer Not BWV 38 en est un exemple. Elle est basée sur le chant de Luther Aus tiefer Not schrei ich zu dir (Evangelisches Gesangbuch 299), qui est lui-même basé sur le psaume 130 LUT. La paraphrase des chorals luthériens a rencontré de grandes réussites.
Dans la musique instrumentale du XIXe siècle, ce terme désigne une fantaisie sur des mélodies populaires, généralement tirées de chansons et d'opéras, auxquelles l'arrangeur ajoute souvent des éléments virtuoses et qui peuvent être librement arrangées, transcrites ou modifiées d'une autre manière. Le genre de la paraphrase de compositions célèbres s'est développé en deux sous-genres, tous deux destinés à un grand succès, la paraphrase de chambre, généralement pour instrument solo, et la paraphrase pour orchestre. La valeur artistique de ces fantaisies de concert pour instrument soliste, généralement écrites pour le piano et appartenant au domaine de la musique de chambre, était très élevée et servait à promouvoir les créations en dehors des grands centres artistiques vers les petites villes de province. Ces compositions mettaient en valeur les solistes. Les paraphrases de chambre les plus connues sont celles pour piano composées par Franz Liszt sur des motifs d'opéras. Tout aussi célèbres au 19e siècle, les paraphrases pour piano de Sigismund Thalberg. Presque tous les grands virtuoses de l'époque ont composé des paraphrases pour leurs instruments : du violoniste Niccolò Paganini au contrebassiste Giovanni Bottesini.
La paraphrase pour orchestre a rencontré de grands succès en Italie et en France, où elle a permis de populariser la musique en dehors des théâtres et des salles. La forme généralement utilisée était celle du pot-pourri, bien que les compositions puissent porter des titres divers (fantasia, ricordanza, réminiscence). L'un des auteurs les plus prolifiques de paraphrases pour orchestre était Amilcare Ponchielli. Bien qu'à contrecœur, poussé par la nécessité économique, des compositeurs majeurs comme Wagner ont dû se consacrer aux paraphrases d'opéra, adaptant La Favorita de Donizetti pour divers ensembles instrumentaux et vocaux sur commande de l'éditeur Maurice Schlesinger.
Au XXe siècle, la tradition de la paraphrase ne s'est pas éteinte avec des pianistes virtuoses comme Vladimir Horowitz et Arcadi Volodos qui l'ont modernisée (apport du jazz, emploi de l'atonalité, influence de la musique de Debussy ou de Prokofiev).

### En art plastique
La paraphrase est la transposition d'une œuvre d'art plastique existante par un autre artiste.

## Historique de la notion
En rhétorique classique, la paraphrase était un exercice préparatoire pour les futurs orateurs qui consistait à reformuler un texte d'auteur ou une sentence et incluse dans tous les progymnasta (en latin : les primordia, « exercices incontournables de l'enseignement lettré ») aux côtés de la fable, de la narration, de la chreia (formulation de lieux communs) et de la maxime. À cette époque les élèves avaient le choix entre trois exercices d'éloquence, trois types de reformulation par conséquent : la traduction des rhéteurs grecs, la mise en prose de poésie latine et la reformulation de ses propres textes. Cette dimension liée à l'apprentissage se retrouve de nos jours dans les exercices scolaires du résumé et de l'exercice de réécriture qui constituent des points clés de l'enseignement de la langue. Elle a fait l'objet d'un des débats rhétoriques les plus animés de l'Antiquité ; elle fut critiquée par Cicéron dans son De oratore, et défendue par Théon et Quintilien pour ses vertus pédagogiques. Ce dernier la définit comme l'opération « (…) où il est permis d'abréger ou d'embellir ici ou là, tout en respectant la pensée du poète. » (livre I).
L'exégèse religieuse fonde ensuite sur la paraphrase toute l'activité intellectuelle de la théologie ; il s'agissait de reprendre les textes sacrés et de les développer afin d'éclairer leur sens. Les paraphrases d'Érasme sur les Épîtres et les Évangiles sont parmi les plus connues. Ce n'est que vers la Renaissance que la paraphrase prend un sens péjoratif, synonyme de commentaire verbeux et sans ajout d'information supplémentaire ; il désigne alors des « traductions libres ». C'est en 1525 que le mot paraphrase apparaît, créé par Lefèvre d'Etaples.
Pourtant la paraphrase est une figure d'amplification puissante et créatrice, on parle même pour certains orateurs ou écrivains d'un style paraphrastique dans lequel, notamment, Charles Péguy excelle. Il en donne même une définition mystique : « Épuiser l'immensité, l'indéfinité, l'infinité du détail pour obtenir la connaissance de tout le réel, telle est la surhumaine ambition de la méthode discursive (…) »
Pour Catherine Fuchs : « l'(L'activité de paraphrasage) consiste à identifier les sémantismes respectifs des deux séquences comparées (…) et (…) cette identification constitue un jugement sur les séquences, effectué par le sujet parlant en situation ». La paraphrase ne se comprend donc qu'en situation de communication réelle faisant intervenir un contexte commun et identifié. Fuchs identifie la paraphrase comme un acte énonciatif tenant de la pratique langagière.
Plus récemment, Bertrand Daunay tente dans son essai Éloge de la paraphrase de réhabiliter la figure ; il montre qu'elle ne confine pas seulement à la redite, mais qu'elle permet une créativité sur laquelle la littérature tout entière, comme Gérard Genette l'avait déjà montré pour l'intertextualité, se fonde. Il prouve donc sa légitimité historique et son intérêt didactique dans l'enseignement scolaire.
Avec l'avènement des modèles de langage utilisés en intelligence artificielle, des « modèles de paraphrase » sont utilisés pour générer un texte dont le sens est similaire au texte d'origine, mais en étant exprimé différemment ; ces modèles sont par exemple utilisés pour améliorer la lisibilité et la compréhension du texte, ou pour en créer des versions différentes adaptées à différents publics ou encore pour créer des données synthétiques.

### Figures proches
- Figure « mère » : amplification
- Figures « filles » : aucune
- Paronymes : périphrase
- Synonymes : reformulation (acception stricte fidèle à son étymologie), traduction (acception large synonyme de reprise exacte)
- Antonymes : concision